# SS Paderewski
SS Paderewski – polski statek handlowy – drobnicowiec z okresu II wojny światowej, zbudowany w 1920 roku w USA, lecz ukończony i sprzedany polskiemu armatorowi Gdynia–Ameryka Linie Żeglugowe dopiero w 1941 roku. Pływał jedynie na wodach wschodniego wybrzeża Ameryki Północnej i Południowej. Zatopiony 30 grudnia 1942 roku w czwartym rejsie przez okręt podwodny U-214 w rejonie Trynidadu.

## Zamówienie i budowa
Od 1940 roku Polska Marynarka Handlowa operująca podczas II wojny światowej z Wielkiej Brytanii podejmowała próby pozyskania nowych statków dla zastąpienia utraconych. Działania te mocno utrudniał obowiązujący w pierwszym okresie wojny zakaz przekazywania statków brytyjskich pod inne bandery, duży popyt na statki oraz wysokie ceny budowy w USA. Pierwszym z nowo pozyskanych statków był „Paderewski”, o którego możliwości kupna dowiedział się wysłany w marcu 1941 roku do USA przedstawiciel armatora Gdynia–Ameryka Linie Żeglugowe (GAL) Bohdan Nagórski. Statek ten został zbudowany w USA w wyniku ukończenia powstałego dwadzieścia lat wcześniej kadłuba.
Budowa statku rozpoczęta została przez International Shipbuilding Co. w 1920 roku w Pascagoula w stanie Missisipi. Jednostka należała do typowych amerykańskich statków budowy wojennej z I wojny światowej. Budowana była jako przeznaczony dla Włoch parowiec „Trieste” (Triest), prawdopodobnie na amerykańskie zlecenie rządowe. Po zwodowaniu kadłub nie został jednak ukończony i wraz z dwoma innymi statkami tej serii powstającymi w tej stoczni („Trento” i „Torino”) został odstawiony na rzece Mobile River w pobliżu Mobile w stanie Alabama. W międzyczasie właścicielem stała się grecka spółka zarejestrowana w Panamie Victor Rose de Vapores. Kadłub był nadal w dobrym stanie, zacumowany w słodkiej wodzie, i zdecydowano, że ekonomicznie uzasadnione będzie jego ukończenie. 9 kwietnia 1941 roku kadłub został sprzedany GAL-owi w Jersey City. Statek został ukończony i wyposażony w siłownię w stoczni Waterman Steamship Corporation w Mobile, z wykorzystaniem używanej maszyny parowej sprowadzonej z Kanady, również pochodzącej z 1920 roku. Według innej relacji, maszyny były przeznaczone oryginalnie do tego statku i sprowadzono je z Duluth. Maszyny uległy jednak uszkodzeniu w trakcie transportu i wymagały dodatkowych nakładów. Ogólny koszt statku przewyższył szacowane 765 tysięcy dolarów i wyniósł 1 085 785 dolarów, w tym zakup kadłuba 250 tysięcy i kotłów 30 tysięcy, co było następnie przedmiotem kontroli NIK. Większość kwoty pochodziła ze sprzedaży w USA rezerw złota przez polski rząd. Zakup starego statku za taką cenę był przedmiotem krytyki wśród polskich władz emigracyjnych, chociaż jeszcze pod koniec 1941 roku ceny statków poszły w górę i oferowano jego odkupienie za 1,7 miliona dolarów

## Opis
„Paderewski” był drobnicowcem o napędzie parowym. Nośność statku wynosiła 7084 ton, a pojemność rejestrowa 4426 BRT i 2693 NRT. Długość między pionami wynosiła 112,9 metra, szerokość 15,9 metra, a średnie zanurzenie 8,3 metra. Napęd stanowiła trzycylindrowa maszyna parowa potrójnego rozprężania o mocy indykowanej 2800 KM, napędzająca jedną śrubę. Brak jest oficjalnych danych dotyczących początkowej prędkości, natomiast po wymianie śruby wzrosła ona do 9-10 węzłów. Kotły opalane były olejem napędowym. Statek miał pięć ładowni i jeden pokład oraz międzypokład na śródokręciu. Jego architektura była klasyczna, trójwyspowa, z pionową dziobnicą, z podwójnymi ładowniami na dziobie i rufie z bomami ładunkowymi oraz wyspą nadbudówek z siłownią z pojedynczym kominem na śródokręciu. Nadbudówka z mostkiem była oddzielona od kotłowni trzecią małą ładownią z bomami ładunkowymi. Załoga etatowo liczyła 36 osób. Z wyposażenia ratunkowego statek miał pięć szalup oraz tratwy.
Statek był podczas wojny uzbrojony w działo na rufie dla samoobrony, lecz dokładniejsze informacje o nim nie są znane.

## Służba

### Pierwsze trzy rejsy
Statek podniósł polską banderę i został wprowadzony do służby 20 września 1941 roku w Mobile pod nazwą „Paderewski”, na cześć Ignacego Paderewskiego. Następnego dnia przeszedł do Nowego Orleanu po ładunek, pod dowództwem kapitana ż.w. Jerzego Mieszkowskiego, który do lipca dowodził statkiem „Morska Wola”. Podczas swojego dziewiczego rejsu z Nowego Orleanu do Buenos Aires statek wszedł 1 października na rafę koralową w pobliżu Hawany, schodząc z niej dopiero przy pomocy holownika i doznając niewielkich uszkodzeń dna. Po prowizorycznym uszczelnieniu przecieków cementem dopłynął do portu przeznaczenia i z powrotem. W połowie stycznia 1942 roku powrócił do USA – do Nowego Jorku, po czym został naprawiony w stoczni Bethlehem Steel w Hoboken w New Jersey, gdzie równocześnie przebudowano zbyt ciasne pomieszczenia załogi. Po tym albo drugim rejsie wymieniono śrubę napędową, co zwiększyło nieco osiąganą prędkość. Kolejne dwa rejsy statek odbył również do Ameryki Południowej, przy zwiększającym się zagrożeniu ze strony niemieckich okrętów podwodnych na Morzu Karaibskim, realizujących operację Paukenschlag po przystąpieniu USA do wojny. Podczas trzeciego rejsu 11 czerwca 1942 roku podjął 35 rozbitków z zatopionego 8 czerwca przez U-135 norweskiego statku „Pleasantville” ok. 300 mil na zachód od Bermudów.

### Zatopienie
30 września 1942 roku „Paderewski” wyszedł w kolejny rejs w konwoju do Port-of-Spain na Trynidadzie i do Belém w brazylijskim Regionie Północnym. Początkowo dowodził nim kapitan Edward Winkler w zastępstwie urlopowanego Mieszkowskiego, lecz w związku z poleceniem przejścia Winklera na SS „Pułaski”, Mieszkowski został odwołany z urlopu i objął statek na Trynidadzie.
Po załadowaniu 4500 ton surowców do produkcji wojennej w Belém, 24 grudnia „Paderewski” wyruszył w drogę powrotną, tym razem samotnie, gdyż w niewyjaśnionych okolicznościach w porcie doszło do uszkodzenia śruby i jednostka mogła poruszać się z prędkością jedynie 3-4 węzłów, co wykluczyło jej udział w konwoju. Statek kierował się do Port-of-Spain w Trynidadzie, odległym o około 1000 mil morskich, gdzie można było wymienić śrubę w doku. 30 grudnia 1942 roku nieeskortowany statek został zatopiony 20 mil na wschód od Trynidadu przez niemiecki okręt podwodny U-214 typu VIID, przeprowadzający na Karaibach swój czwarty patrol. Na pokładzie statku znajdowało się w tym rejsie 41 osób, w tym czterech artylerzystów brytyjskich i jeden marynarz ze statku SS „Śląsk”. Po 3:30 rano wachta dostrzegła torpedę na powierzchni, która przepłynęła przed dziobem, lecz bezpośrednio po tym w statek trafiła druga torpeda, która ugodziła polską jednostkę z prawej burty w maszynownię. Zginęła obsada maszynowni – III mechanik oraz dwóch palaczy. Nadajnik radiowy na statku został uszkodzony od wstrząsu i radiooficer zameldował o braku możliwości zawiadomienia bazy na Trynidadzie o ataku.
Jako pierwsi ciężko uszkodzony statek, z przechyłem 25°, opuścili bez rozkazu czterej brytyjscy artylerzyści z paroma marynarzami, po czym dopiero około godziny 3:55 reszta załogi statku wraz z kapitanem Jerzym Mieszkowskim, z uwagi na niebezpieczeństwo dalszych akcji nieprzyjaciela lub wybuchu kotłów. Prawoburtowe szalupy zostały uszkodzone. Rozbitkowie zgromadzili się na dwóch ocalałych szalupach ratunkowych oraz jednej tratwie. W celu zatopienia uszkodzonego statku, o godz. 4:20 niemiecki okręt podwodny wynurzył się i po przepłynięciu w pobliżu szalupy, ostrzelał jednostkę pociskami artyleryjskimi, wywołując pożar. Po 4:45 U-Boot odpłynął, nie próbując przejąć kapitana statku. Według raportu kapitana SS „Paderewski” zatonął ostatecznie w rejonie pozycji 10°52′N 60°25′W/10,866667 -60,416667 o godzinie 5:30 rano. Na miejsce zatopienia przyleciały następnie samoloty alianckie, po czym na rozbitków natknęła się żaglowa łódź rybacka, która przejęła ludzi z tratwy i rozpoczęła holowanie szalup. Rozbitkowie zostali następnie podjęci z szalup przez dwa amerykańskie ścigacze okrętów podwodnych o godzinie 16:00 i przetransportowani do bazy amerykańskiej w Port-of-Spain na Trynidadzie.
Pomimo wysokiego kosztu zakupu statku, oceniono, że wraz z odszkodowaniem z tytułu zatopienia, przyniósł on armatorowi około 45 tysięcy funtów szterlingów zysku z tytułu frachtu. Dochodzenie NIK w sprawie statku zostało zamknięte. Przeciwko kapitanowi Mieszkowskiemu wszczęto postępowanie wyjaśniające pod zarzutem domniemanego przedwczesnego opuszczenia statku, jednakże później został on odznaczony Złotym Krzyżem Zasługi z Mieczami, za dowodzenie „Paderewskim” i „Morską Wolą”.